# Pengarengan (Pangenan)
Pengarengan is een bestuurslaag in het regentschap Cirebon van de provincie West-Java, Indonesië. Pengarengan telt 4500 inwoners (volkstelling 2010).